# هارولد کوشنر
هارولد کوشنر (انگلیسی: Harold Kushner; ۳ آوریل ۱۹۳۵ – ۲۸ آوریل ۲۰۲۳) ربی، و نویسنده اهل ایالات متحده آمریکا بود.
وی همچنین برندهٔ جوایزی همچون دکترای افتخاری شده‌است.